# Kristijan Kahlina
Kristijan Kahlina (ur. 24 lipca 1992 w Zagrzebiu) – chorwacki piłkarz grający na pozycji bramkarza w amerykańskim klubie Charlotte FC.

## Klubowa Kariera
Kahlina podpisał kontrakt z zespołem ekspansji Major League Soccer Charlotte FC w grudniu 2021 roku, przed ich inauguracyjnym sezonem.

## Sukcesy

### Klubowe
HNK Gorica
- Mistrzostwo 2. HNL: 2017/2018

Łudogorec Razgrad
- Mistrzostwo Bułgarii: 2020/2021